# Leo VI. (Papst)
Leo VI. (* in Rom; † 928 oder 929) war im Jahre 928 für sieben Monate und wenige Tage Papst. Die genauen Daten seiner Wahl und seines Todes sind unbekannt. Da seine Amtszeit in die zweite Jahreshälfte fiel, kann er Ende 928 oder Anfang 929 gestorben sein.
Leo entstammte einer vornehmen römischen Familie, wurde 928 Kardinalpriester und wurde unmittelbar nach der Absetzung Papst Johannes X. durch die Senatrix Marozia, die damals die römische Politik beherrschte, zum Papst ernannt. Jenes Zeitalter ist auch als Pornokratie bekannt. Vor seiner Ernennung zum Papst war er Kardinalpresbyter von Santa Susanna in Rom.
Aus seinem Pontifikat sind lediglich Maßnahmen überliefert, die die Metropolitanrechte von Split in Dalmatien und Kroatien betreffen.